# Coventry B&D
Coventry B&D, Coventry B&S, Wee McGregor en Three Spires zijn Britse historische merken van motorfietsen van dezelfde fabrikant.
De bedrijfsnaam was: Coventry Bicycles Ltd., Osborne Road Works, Coventry

## Coventry B&D
Nadat het merk Hobart in Coventry in problemen kwam richtten de werknemers Barbary en Downes in 1923 het merk Coventry B&D op. Ze maakten frames die geschikt waren voor JAP-inbouwmotoren van 346- tot 996 cc, waardoor klanten een ruime keuze hadden.

## Coventry B&S
In het eerste jaar van het bestaan van Coventry B&D ging men ook de Barr & Stroud-schuivenmotor met een Burman-drieversnellingsbak inbouwen. Deze machines werden korte tijd verkocht als "Coventry B&S". Later kregen ze gewoon een B&D-beeldmerk. Men experimenteerde ook met de Octopus B&S-motor, met twee inlaatspruitstukken en vier uitlaatspruitstukken, een poging om de ademhaling van de motor te verbeteren.

## Wee McGregor
Uit de "erfenis" van Hobart kwam een eencilinder 170cc-tweetaktmotortje, dat gebruikt was voor de Hobart- en McKenzie-autocycles. Coventry Bicycles bracht dit motortje op 204 cc en gebruikte het voor lichte motorfietsjes, die onder de merknaam "Wee McGregor" in de handel kwamen.
In 1924 of 1925 werd de productie van al deze motorfietsen beëindigd maar het bedrijf bleef kennelijk als fietsfabriek bestaan.

## Three Spires
In 1931 maakten Barbary en Downes ook zelf autocycles, maar daarvoor gebruikten ze een 147cc-Villiers-tweetaktmotortje met een Albion-tweeversnellingsbak. Het logo en de naam verwezen naar de drie torens die de skyline van Coventry domineerden tot aan het bombardement op Coventry in 1940. Deze autocycles waren echter ook voor hun tijd te ouderwets en verdwenen in 1932 van de markt.